# Andrej Sinjavskij
Andrej Donatovitj Sinjavskij (ryska: Андрей Донатович Синявский), född 8 oktober 1925 i Moskva, död 25 februari 1997 i Paris, var en rysk författare, dissident, Gulag-överlevare, emigrant och sedermera lärare vid Sorbonne i Paris.
Den ryske prosaisten och litteraturvetaren Andrej Sinjavskij föddes i Moskva. Han stred i andra världskriget och studerade sedan litteratur vid universitetet i Moskva, där han doktorerade på en avhandling om Maksim Gorkij. Därefter var han verksam som forskare och föreläsare vid Gorkijinstitutet, och medarbetade under många år som litteraturkritiker i tidskriften Novyj Mir. Under pseudonymen Abram Tertz skrev han också skönlitteratur som cirkulerade underjordiskt som så kallad samizdat, och som publicerades i väst. 
Detta ledde till att Andrej Sinjavskij tillsammans med Jurij Daniel anklagades för att bedriva antisovjetisk verksamhet, och de betecknades i pressen som "överlöpare, polygamer och missfoster". Sinjavskij arresterades 1965, tillsammans med sin kollega och vän Julij Daniel. 1966 dömdes de trots en storm av internationella protester till långa straff – Daniel till fem års straffarbete, Sinjavskij till sju år i den famösa Sinjavskij-Daniel-rättegången. 
Han frigavs 1971 och återvände till Moskva, men emigrerade när han fick utresetillstånd 1973 till Paris, där han fick en tjänst vid Sorbonne-universitetet,  där han också avled.